# Appenzell Ausserrhoden
Appenzell Ausserrhoden (Duits: Appenzell Ausserrhoden; Frans: Appenzell Rhodes-extérieures; Italiaans: Appenzello Esterno; Reto-Romaans: Appenzell Dador) is een kanton in het noordoosten van Zwitserland. Het is een voormalig halfkanton.

## Geografie
Appenzell Ausserrhoden grenst aan het halfkanton Appenzell Innerrhoden en het kanton Sankt Gallen. De beide halfkantons van Appenzell worden geheel omringd door het kanton Sankt Gallen.
De hoogste berg is de Säntis (2502 m) in Alpstein, het driekantonpunt van Appenzell Innerrhoden, Appenzell Ausserrhoden en Sankt Gallen.
Bij de reformatie werd het grootste deel van het originele kanton Appenzell gereformeerd. Het kanton werd gesplitst in 1597, waarbij de hoofdstad van Appenzell Rooms-katholiek bleef en verderging onder de naam Appenzell Innerrhoden. Hoewel zelfstandig, geldt sinds die tijd Appenzell Ausserrhoden als halfkanton, wat betekent dat het maar één vertegenwoordiger in de Kantonsraad heeft en maar half telt bij een referendum.

## Demografische evolutie van het kanton
Bron: https://www.bfs.admin.ch/bfs/de/home/statistiken/bevoelkerung/stand-entwicklung.assetdetail.32229209.html

## Economie
Het kanton is zeer landelijk. Men vindt hier dan ook voornamelijk veeteelt en akkerbouw en daarvan afgeleide industrieën en diensten en maar weinig overige industrie. Het bekendste product dat hiervandaan komt is de Appenzeller kaas.

## Talen
Het kanton is officieel Duitstalig.
Moedertaal van de inwoners (2000):
- Duits: 91,2%
- Frans: 0,3%
- Italiaans: 1,7%
- Servo-Kroatisch: 2,3%
- Ander: 4,5%

13,7% (2002) van de inwoners heeft geen Zwitsers paspoort, dat is onder het landelijk gemiddelde van ca. 20%.

## Districten
Het Kanton heeft geen districten.

## Plaatsen en gebieden
De hoofdstad Herisau is de enige grotere gemeente met 15.895 inwoners (2023).

## Geschiedenis
Het kanton werd voor het eerst, zover bekend, bewoond in de 7e of 8e eeuw.
Het klooster van Sankt Gallen had een grote invloed op de lokale bevolking. In 907 wordt de hoofdstad Herisau het eerst genoemd, het kanton (Appenzell: abbatis cella) in 1071. In 1513 sluit Appenzell zich aan bij het Zwitsers Eedgenootschap als het 13e kanton.
Vanaf de 16e eeuw kwam de textielindustrie op met de productie van linnen, en later met weven. In de crisis-jaren van 1920 tot 1939 was het voorbij met deze industrie.
Tussen 1875 en 1913 werden hier veel treinrails gelegd. Hierdoor bereikte de bevolking een hoogtepunt met 57.973 mensen in 1910 (vergelijk met 53.200 in 2002).
Het kiesrecht voor vrouwen op gemeentelijk niveau werd hier ingevoerd in 1972 en pas in 1989 op het kantonnaal niveau. In 1994 werden voor de eerste keer twee vrouwen gekozen in de kantonsregering.
Bühler · Gais · Grub · Heiden · Herisau · Hundwil · Lutzenberg · Rehetobel · Reute · Schönengrund · Schwellbrunn · Speicher · Stein · Teufen · Trogen · Urnäsch · Wald · Waldstatt · Wolfhalden · Walzenhausen
Aargau · Appenzell Ausserrhoden · Appenzell Innerrhoden · Basel-Landschaft · Basel-Stadt · Bern · Fribourg · Genève · Glarus · Graubünden · Jura · Luzern · Neuchâtel · Nidwalden · Obwalden · Sankt Gallen · Schaffhausen · Schwyz · Solothurn · Thurgau · Ticino · Uri · Vaud · Wallis · Zug · Zürich